# Du (Personalpronomen)
Das Du bezeichnet in der deutschen Sprache das Personalpronomen 2. Person Singular, welches eine andere Person direkt bezeichnet bzw. anspricht.

## Allgemeines
Die deutsche Sprache unterscheidet im Gegensatz zur modernen englischen Sprache zwischen Du und Sie. (Die Unterscheidung zwischen Thou, das in Bedeutung und Etymologie dem deutschen Du gleichkam, sowie You ist in ihr nach dem 17. Jahrhundert ausgestorben, so dass You im Englischen als alleinige Form zur Anrede verblieben ist.)
Das Du wird gewöhnlicherweise zur Ansprache von Minderjährigen und/oder Personen, die man näher kennt, verwendet: zum Beispiel Freunde, Familienangehörige.
Der Übergang vom Sie zum Du bedingt meist eine Vereinbarung. Dazu dient das Anbieten des Du, das meist durch den Älteren erfolgt. In manchen Gruppen ist das Du auch ohne explizite Vereinbarung üblich. Manchmal gibt es Zeremonien, wie Brüderschaft trinken oder Schmollis. Der Rückgang zum Sie ist oft mit einer Verschlechterung der Beziehungen verknüpft und meist durch sie bedingt.
Eine kleine, aber zunehmende Zahl von Firmen – darunter Aldi, Apple, Ikea, Otto – duzt ihre Kunden, was von jüngerer Kundschaft eher akzeptiert wird als von älterer, welche es häufig als respektlos und anbiedernd empfindet.
Die Verwendung des Du wird umgangssprachlich analog zum „Siezen“ als „Duzen“ bezeichnet.
Im Regelfall wird das Du (Dich, Dein, Dir) kleingeschrieben, die Großschreibregel der Substantivierung trifft auch auf das Du zu. Mit der Einführung der Rechtschreibreform von 1996 wurde die zuvor übliche Großschreibung zum Ausdruck der Höflichkeit z. B. in Briefen zuerst gestrichen, bei der Änderung der Rechtschreibung im Jahr 2006 aber wieder erlaubt: In Briefen können die Anredepronomen „du“ und „ihr“ mit ihren Possessivpronomen auch großgeschrieben werden (§ 66). Eine bis heute nicht abgeklungene Verwirrung erzeugte dabei der während der Zwischenphase, im Dezember 1998, gefasste Beschluss der deutschen Nachrichtenagenturen zur Umsetzung der Rechtschreibreform, in dem es heißt: „Die vertraulichen Anredepronomina du und ihr werden ebenso wie die zugehörigen Possessivpronomen dein, euer usw. weiterhin großgeschrieben“, womit eine konsequente Großschreibung von du und ihr nicht nur praktiziert, sondern sogar fälschlich als Teil der alten Rechtschreibung ausgegeben wurde.
In der Umgangssprache wird zunehmend die zweite Person Singular als Subjekt von eigentlich unpersönlichen Aussagen verwendet, in denen in der Schriftsprache üblicherweise „man“ verwendet wird.
„… und plötzlich stellst du fest, dass du betrogen wurdest.“

„Wenn du auf dem Spielfeld stehst, ist deine Aufregung plötzlich weg.“
Diese Entwicklung weist eine Annäherung an die englische und die niederdeutsche Sprache auf, in der für unpersönliche Aussagen, in denen im Hochdeutschen üblicherweise „man“ verwendet wird, die Umschreibung mit „you“ bzw. „du“ am gebräuchlichsten ist.

## Etymologie
Das gemeingerm. Personalpronomen mhd., ahd. dū̆ geht mit lat. tu und entsprechenden Wörtern fast aller indogermanischen Sprachen auf idg. tū̆ zurück.

## Belege
1. ↑  Kundschaft wird immer häufiger geduzt. In: dpa. Süddeutsche Zeitung, 20. Juli 2021, abgerufen am 22. November 2022.
2. ↑  , fünfter kursiver Absatz von unten
3. ↑  Das Herkunftswörterbuch (= Der Duden in zwölf Bänden. Band 7). 5.  Auflage. Dudenverlag, Berlin 2014 (S. 233).